# Protovangelo
Con il termine protovangelo la teologia cristiana si riferisce al testo biblico di Genesi 3:15 che recita: "Io porrò inimicizia fra te e la donna, e fra la tua progenie e la progenie di lei; questa progenie ti schiaccerà il capo e tu le ferirai il calcagno".

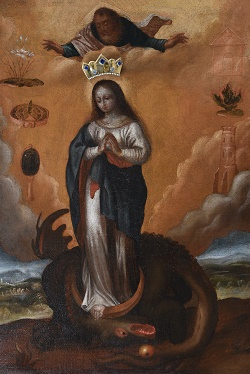
Nostra Signora di Łukawiec, un'icona cattolica che rappresenta Maria sopra il serpente.

Questa frase fa parte della maledizione che Dio rivolge al serpente che aveva tentato Eva e che aveva indotto Adamo ed Eva a disubbidire alla proibizione di Dio di nutrirsi del frutto dell'albero della conoscenza del bene e del male (il peccato originale) causando la Caduta del genere umano. La teologia cristiana considera questo testo una profezia della futura venuta del Messia, chiamato qui: "progenie della donna", che avrebbe così redento la stessa umanità, strappandola alla condanna meritata a causa del peccato commesso. Dio, così, manifesta in questo modo la sua grazia e misericordia, tanto quanto egli, nella condanna dell'umanità, aveva manifestato la sua giustizia.
La "donna" del testo viene identificata con la Chiesa, il popolo di Dio attraverso i secoli, in continua lotta con le forze spirituali della malvagità (impersonate nel racconto dal serpente), dal quale subisce continue ferite, oppure, nella teologia cattolica-romana con la figura di Maria madre di Gesù, spesso rappresentata nell'iconografia tradizionale come una donna che, col piede, schiaccia un serpente, il quale, però, le ferisce il calcagno. Un'altra interpretazione identifica "la progenie della donna" con la monarchia davidica dalla quale sorgerà il Messia.
Il Catechismo della Chiesa Cattolica, così definisce il protovangelo: "Dopo la caduta, l'uomo non è stato abbandonato da Dio. Al contrario, Dio lo chiama, e gli predice in modo misterioso che il male sarà vinto e che l'uomo sarà sollevato dalla caduta. Questo passo della Genesi è stato chiamato “Protovangelo”, poiché è il primo annunzio del Messia redentore, di una lotta tra il serpente e la Donna e della vittoria finale di un discendente di lei".